# Dryopteris dilatata x spinulosa
Dryopteris dilatata x spinulosa là một loài dương xỉ trong họ Dryopteridaceae. Loài này được Rosendahl mô tả khoa học đầu tiên năm 1911.
Danh pháp khoa học của loài này chưa được làm sáng tỏ. 

## Hình ảnh

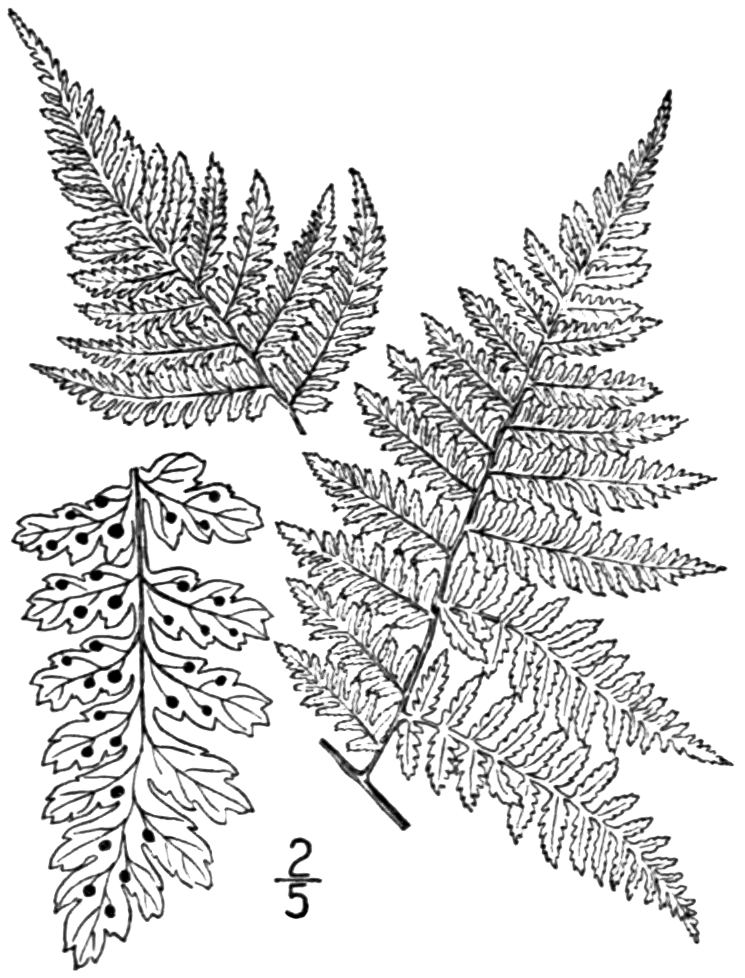
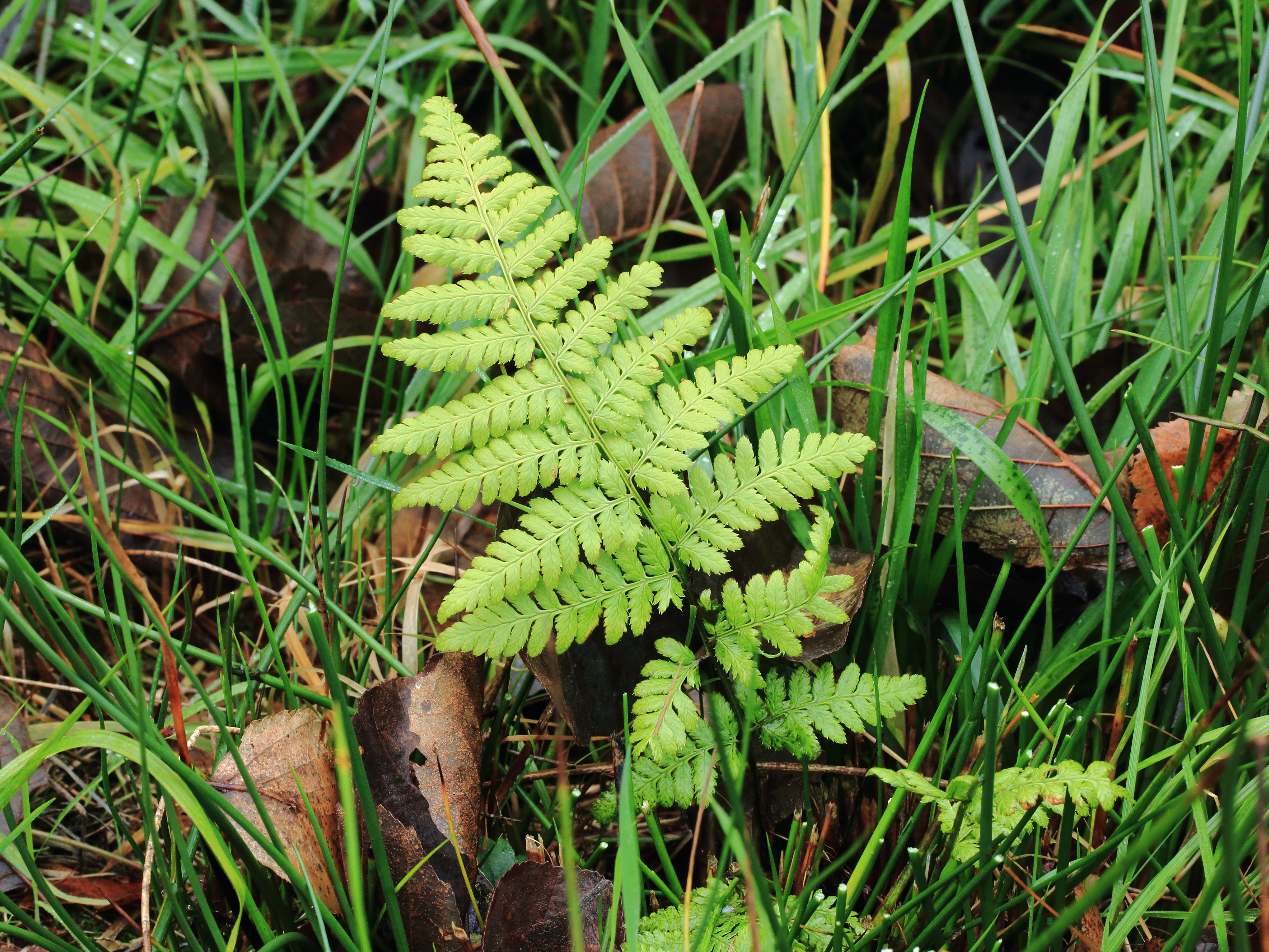
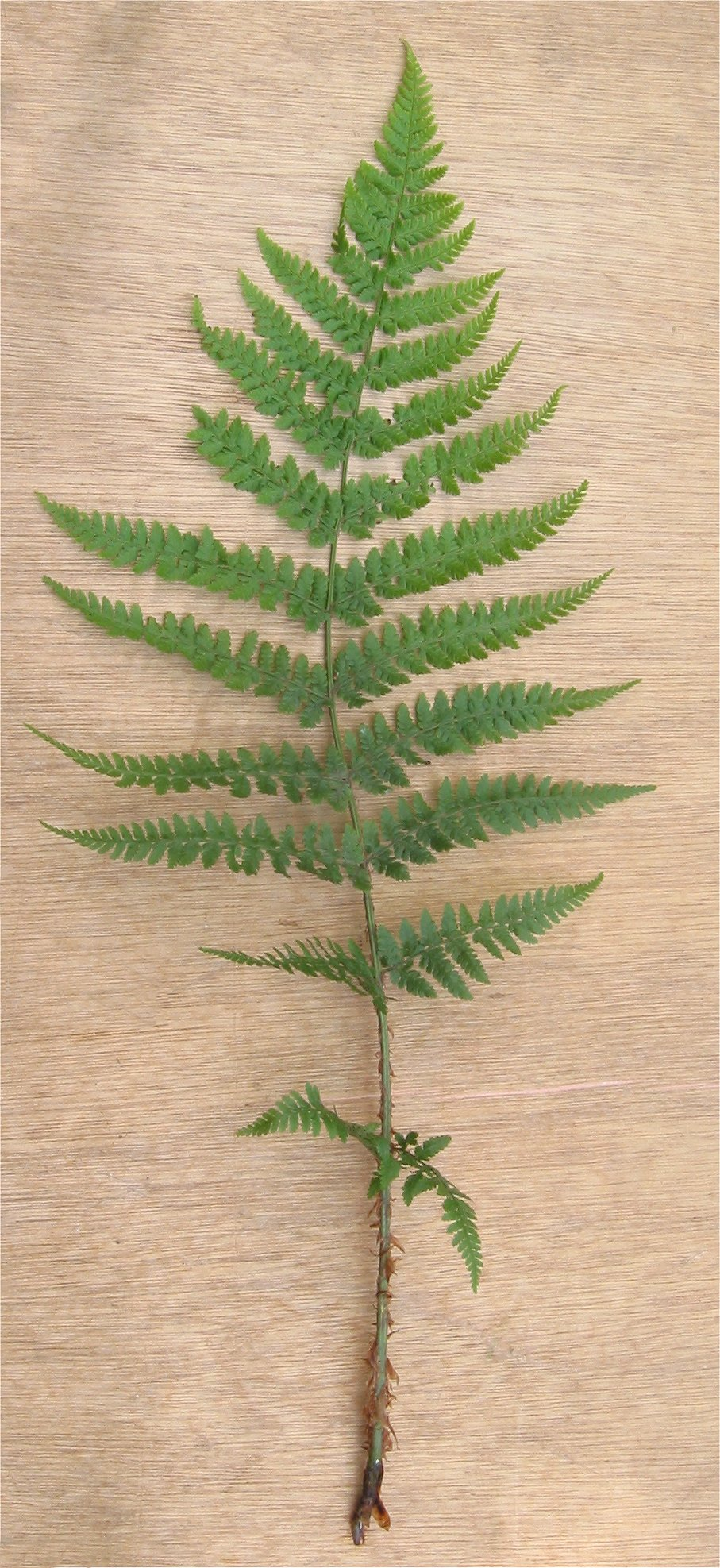
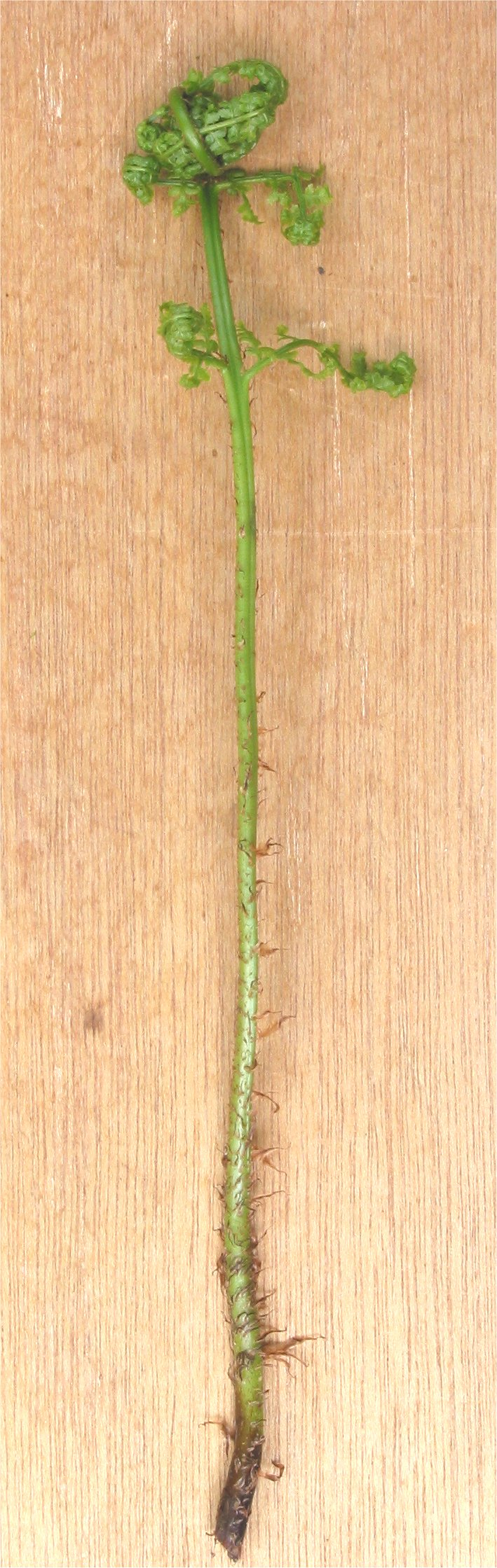